# جبرئیل سیدیبه
جبرئیل سیدیبه (فرانسوی: Djibril Sidibé‎؛ زادهٔ ۲۹ ژوئیهٔ ۱۹۹۲) بازیکن فوتبال اهل فرانسه است.
از باشگاه‌هایی که در آن بازی کرده‌است می‌توان به تروا، لیل، موناکو و اورتون اشاره کرد.
وی همچنین در تیم ملی فوتبال فرانسه بازی کرده‌است.